# Работодатель
Работода́тель — один из субъектов трудового права.

## Российское законодательство
Согласно ст. 20 Трудового кодекса РФ, работодатель — юридическое лицо, физическое лицо, вступившее в трудовые отношения с работником. В случаях, предусмотренных федеральными законами, в качестве работодателя может выступать иной субъект, наделённый правом заключать трудовые договоры.

### Работодателями — физическими лицами признаются
- Физические лица, зарегистрированные в установленном порядке в качестве индивидуальных предпринимателей и осуществляющие предпринимательскую деятельность без образования юридического лица, а также частные нотариусы, адвокаты, учредившие адвокатские кабинеты, и иные лица, чья профессиональная деятельность в соответствии с федеральными законами подлежит государственной регистрации и (или) лицензированию, вступившие в трудовые отношения с работниками в целях осуществления указанной деятельности (далее — работодатели — индивидуальные предприниматели).
- Физические лица, вступающие в трудовые отношения с работниками в целях личного обслуживания и помощи по ведению домашнего хозяйства (далее — работодатели — физические лица, не являющиеся индивидуальными предпринимателями).

### Права и обязанности работодателя осуществляются
- Физическим лицом, являющимся работодателем;
- органами управления юридического лица (организации) или уполномоченными ими лицами в порядке, установленном Трудовым Кодексом РФ, другими федеральными законами и иными нормативными правовыми актами Российской Федерации, законами и иными нормативными правовыми актами субъектов Российской Федерации, нормативными правовыми актами органов местного самоуправления, учредительными документами юридического лица (организации) и локальными нормативными актами.

### Заключать трудовые договоры в качестве работодателей имеют право физические лица
- достигшие возраста восемнадцати лет, при условии наличия у них гражданской дееспособности в полном объёме, а также лица, не достигшие указанного возраста, — со дня приобретения ими гражданской дееспособности в полном объёме.
- Физические лица, имеющие самостоятельный доход, достигшие возраста восемнадцати лет, но ограниченные судом в дееспособности, имеют право с письменного согласия попечителей заключать трудовые договоры с работниками в целях личного обслуживания и помощи по ведению домашнего хозяйства.
- От имени физических лиц, имеющих самостоятельный доход, достигших возраста восемнадцати лет, но признанных судом недееспособными, их опекунами могут заключаться трудовые договоры с работниками в целях личного обслуживания этих физических лиц и помощи им по ведению домашнего хозяйства.
- Несовершеннолетние в возрасте от четырнадцати до восемнадцати лет, за исключением несовершеннолетних, приобретших гражданскую дееспособность в полном объёме, могут заключать трудовые договоры с работниками при наличии собственных заработка, стипендии, иных доходов и с письменного согласия своих законных представителей (родителей, опекунов, попечителей).

### Права работодателя
Работодателю согласно ч. 1 ст. 22 Трудового кодекса РФ предоставлены следующие права:
- заключать, изменять и расторгать трудовые договоры с работниками в порядке и на условиях, которые установлены Трудовым кодексом, иными федеральными законами;
- вести коллективные переговоры и заключать коллективные договоры;
- поощрять работников за добросовестный эффективный труд;
- требовать от работников исполнения ими трудовых обязанностей и бережного отношения к имуществу работодателя (в том числе к имуществу третьих лиц, находящемуся у работодателя, если работодатель несёт ответственность за сохранность этого имущества) и других работников, соблюдения правил внутреннего трудового распорядка;
- привлекать работников к дисциплинарной и материальной ответственности в порядке, установленном Трудовым кодексом, иными федеральными законами;
- принимать локальные нормативные акты (за исключением работодателей — физических лиц, не являющихся индивидуальными предпринимателями);
- создавать объединения работодателей в целях представительства и защиты своих интересов и вступать в них.

### Обязанности работодателя
Работодатель согласно ч. 2 ст. 22 Трудового кодекса РФ несёт следующие обязанности:
- соблюдать трудовое законодательство и иные нормативные правовые акты, содержащие нормы трудового права, локальные нормативные акты, условия коллективного договора, соглашений и трудовых договоров;
- предоставлять работникам работу, обусловленную трудовым договором;
- обеспечивать безопасность и условия труда, соответствующие государственным нормативным требованиям охраны труда;
- обеспечивать работников оборудованием, инструментами, технической документацией и иными средствами, необходимыми для исполнения ими трудовых обязанностей;
- обеспечивать работникам равную оплату за труд равной ценности;
- выплачивать в полном размере причитающуюся работникам заработную плату в сроки, установленные в соответствии с Трудовым кодексом РФ , коллективным договором, правилами внутреннего трудового распорядка, трудовыми договорами;
- вести коллективные переговоры, а также заключать коллективный договор в порядке, установленном Трудовым кодексом РФ;
- предоставлять представителям работников полную и достоверную информацию, необходимую для заключения коллективного договора, соглашения и контроля над их выполнением;
- знакомить работников под роспись с принимаемыми локальными нормативными актами, непосредственно связанными с их трудовой деятельностью;
- своевременно выполнять предписания федерального органа исполнительной власти, уполномоченного на проведение государственного надзора и контроля над соблюдением трудового законодательства и иных нормативных правовых актов, содержащих нормы трудового права, других федеральных органов исполнительной власти, осуществляющих функции по контролю и надзору в установленной сфере деятельности, уплачивать штрафы, наложенные за нарушения трудового законодательства и иных нормативных правовых актов, содержащих нормы трудового права;
- рассматривать представления соответствующих профсоюзных органов, иных избранных работниками представителей о выявленных нарушениях трудового законодательства и иных актов, содержащих нормы трудового права, принимать меры по устранению выявленных нарушений и сообщать о принятых мерах указанным органам и представителям;
- создавать условия, обеспечивающие участие работников в управлении организацией в предусмотренных Трудовым кодексом РФ, иными федеральными законами и коллективным договором формах;
- обеспечивать бытовые нужды работников, связанные с исполнением ими трудовых обязанностей;
- осуществлять обязательное социальное страхование работников в порядке, установленном федеральными законами;
- возмещать вред, причинённый работникам в связи с исполнением ими трудовых обязанностей, а также компенсировать моральный вред в порядке и на условиях, которые установлены Трудовым Кодексом РФ, другими федеральными законами и иными нормативными правовыми актами Российской Федерации;
- вести учёт фактически отработанного каждым работником времени;
- исполнять иные обязанности, предусмотренные трудовым законодательством и иными нормативными правовыми актами, содержащими нормы трудового права, коллективным договором, соглашениями, локальными нормативными актами и трудовыми договорами.

Кроме того, работодатель обязан:
- вести воинский учёт (за исключением работодателей-физических лиц) — Закон «О воинской обязанности и военной службе»);
- исполнять обязанности налогоплательщика по обязательному государственному страхованию (единый социальный налог) и налогового агента по подоходному налогу, включая уплату налогов и подачу деклараций;
- зарегистрироваться в органах управления государственными внебюджетными фондами.

## Объединения работодателей
Работодатели могут объединяться в организации для координации компаний в вопросах, представляющих взаимный интерес (действуя аналогично профсоюзам). В некоторых странах такие организации могут участвовать в обсуждении изменений в трудовое законодательство.

## Крупнейшие работодатели
Ниже представлен список крупнейших работодателей мира, данные на 2010 год:
Министерство обороны США — 3,2 млн чел.
Народно-освободительная армия Китая — 2,3 млн чел.
Walmart — 2,1 млн чел.
McDonalds (с учётом франчайзинговых магазинов) — 1,7 млн чел.
Китайская национальная нефтегазовая корпорация — 1,7 млн чел.
Государственная электросетевая корпорация Китая — 1,6 млн чел.
Национальная служба здравоохранения Великобритании — 1,4 млн чел.
Индийские железные дороги (данные 2006 г.) — 1,4 млн чел.
Foxconn — 1,23 млн чел.
Российские железные дороги (данные 2009 г.) — 1 млн чел.
Почта Китая — 0,9 млн чел.

### По странам

#### Россия[5]
- РЖД — 701 тыс. чел.
- Газпром − 492 тыс. чел.
- Магнит − 361 тыс. чел.
- X5 Group − 344 тыс. чел.
- Роснефть − 336 тыс. чел.
- Росатом − 329 тыс. чел.
- Почта России − 305 тыс. чел.
- Россети — 213 тыс. чел.
- Сбер — 210 тыс. чел.
- Роскосмос — 181 тыс. чел.

Данные на 2023 год.

## Крупнейшие работодатели среди публичных компаний
По состоянию на 2014 год крупнейшими работодателями среди публичных компаний являлись:
| - Wal-Mart Stores (США) — 2,200,000 - Hon Hai Precision Industry (Тайвань) — 1,290,000 - Randstad Holding (Нидерланды) — 595,730 - Volkswagen Group (Германия) — 572,800 - PetroChina (Китай) — 544,083 - Yum! Brands (США) — 539,000 - Tesco (Великобритания) — 537,784 - Compass Group (Великобритания) — 506,699 - Deutsche Post (Германия) — 480,006 - Agricultural Bank of China (Китай) — 478,980 - ICBC (Китай) — 441,902 - McDonald's (США) — 440,000 - IBM (США) — 431,212 - Sodexo (Франция) — 427,921 - Gazprom (Россия) — 417,000 - United Parcel Service (США) — 395,000 - Jardine Matheson (Китай) — 390,000 - Kroger (США) — 375,000 - Sinopec (Китай) — 368,953 - Target (США) — 366,000 - Home Depot (США) — 365,000 - Carrefour (Франция) — 363,989 - Siemens (Германия) — 362,000 - Coal India (Индия) — 357,926 - China Construction Bank (Китай) — 348,955 - Toyota Motor (Япония) — 333,498 - Nestle (Швейцария) — 333,000 - Hitachi (Япония) — 326,240 - Finatis (Франция) — 321,386 - Hewlett-Packard (США) — 317,500 - General Electric — 307,000 - Sberbank (Россия) — 306,123 - China Telecom (Китай) — 306,545 - Bank of China (Китай) — 305,675 - Berkshire Hathaway (США) — 302,000 |  | - Panasonic (Япония) — 293,742 - China Railway Group (Китай) — 289,343 - EXOR (Италия) — 287,343 - Metro Group (Германия) — 278,594 - Tata Consultancy Services (Индия) — 276,196 - Daimler (Германия) — 275,384 - Accenture (Ирландия) — 275,000 - PepsiCo (США) — 274,000 - Wells Fargo (США) — 264,900 - Lowe’s (США) — 262,000 - Hutchison Whampoa (Китай) — 260,000 - HSBC (Великобритания) — 254,066 - JPMorgan Chase (США) — 251,196 - Citigroup (США) — 251,000 - Onex (Канада) — 250,000 - Walgreens (США) — 248,000 - China Railway Construction (Китай) — 244,523 - AT&T (США) — 243,000 - Bank of America (США) — 242,000 - ArcelorMittal (Люксембург) — 232,000 - Deutsche Telekom (Германия) — 228,596 - State Bank of India (Индия) — 228,296 - Nippon Telegraph and Telephone (Япония) — 227,168 - China Unicom (Китай) — 222,530 - General Motors (США) — 219,000 - China Resources Enterprise (Китай) — 217,000 - HCA Holdings (США) — 215,000 - United Technologies (США) — 212,000 - FEMSA (Мексика) — 209,232 - CVS Caremark (США) — 208,000 - Sumitomo Electric (Япония) — 206,323 - Toshiba (Япония) — 206,087 - Peugeot (Франция) — 204,287 - Ping An Insurance Group (Китай) — 203,366 - Veolia Environnement (Франция) — 202,800 - Wesfarmers (Австралия) — 200,000 |